# Katja Zberch
Katsiaryna „Katja“ Zberch (* 23. Juni 1978 in Minsk) ist eine ehemalige belarussische Basketballspielerin.

## Laufbahn
Zberch spielte Basketball zunächst in ihrer Heimatstadt beim Verein Horizont Minsk. Mit 17 Jahren wurde sie in die Damen-Nationalmannschaft von Belarus berufen. 2001 ging die 1,88 Meter messende Flügel- und Innenspielerin nach Deutschland und spielte sechs Jahre lang für den TV Saarlouis. Mit den Saarländerinnen wurde sie zweimal deutsche Vizemeisterin und erreichte dreimal das Endspiel des deutschen Pokalwettbewerbs. Im Juni 2006 erhielt Zberch eine Einladung zur deutschen A-Nationalmannschaft, bestritt letztlich aber kein offizielles Länderspiel für Deutschland.
2007 schloss sie sich den ChemCats Chemnitz (ebenfalls DBBL) an, bei den Sächsinnen war Zberch in der Saison 2007/08 Spielführerin. In der Sommerpause 2008 wechselte sie zum Herner TC und nahm gleichzeitig eine Ausbildung zur Industriekauffrau auf. Im Anschluss an zwei Jahre in Herne stieß sie im Vorfeld der Saison 2010/11 zum Erstligakonkurrenten NB Oberhausen, musste ab September 2010 aufgrund einer Fußverletzung aber zunächst aussetzen. Im Spieljahr 2011/12 verstärkte Zberch zeitweilig den TSV Wasserburg, in Folge ihrer Rückkehr nach Oberhausen wechselte Zberch zum Jahresende 2012 vom Spielfeld auf die Trainerbank und übernahm das Amt der Cheftrainerin, nachdem sich der Verein zuvor von Predrag Lukic getrennt und übergangsweise zunächst Stefanie Richter die Aufgabe ausgeführt hatte. Unter Zberchs Leitung erreichte Oberhausen im Frühjahr 2013 das DBBL-Viertelfinale und wurde Vize-Pokalsieger. In der Saison 2013/14 führte Zberch die Oberhauser Damen zur deutschen Vizemeisterschaft und wurde als DBBL-Trainerin des Jahres ausgezeichnet. Sie gab anschließend das Amt ab, da der Verein die Trainerstelle fortan mit einer hauptamtlichen Kraft besetzen wollte, wurde aber Assistenztrainerin. Als sich Oberhausen Ende Januar 2015 von Stefan Mienack trennte, wurde Zberch als Nachfolgerin ihres Nachfolgers wieder NBO-Cheftrainerin. Zberch hatte das Amt bis zum Ende des Spieljahres 2014/15 inne und trat dann zurück, um eine Basketball-Pause einzulegen.